# Chiesa dei Santi Pietro e Paolo (Nove)
La chiesa dei Santi Pietro e Paolo è la parrocchiale di Nove, in provincia e diocesi di Vicenza; fa parte del vicariato di Bassano del Grappa-Rosà.

## Storia
L'originaria cappella novese fu edificata tra il 1449 e il 1454; la prima citazione del campanile, invece, risale al 1571 ed è contenuta nella visita pastorale del vescovo Nicolò Ormanetto.
All'inizio del XIX secolo questo edificio, oltre a versare in cattive condizioni, era insufficiente a soddisfare le esigenze dei fedeli e, così, si decise di far sorgere al suo posto una chiesa di maggiori dimensioni. La prima pietra della nuova parrocchiale venne posta l'anno successivo; la struttura, disegnata dal feltrino Giovanni Luigi De Boni, fu portata a termine nel 1818.
Nel 1893 si provvide a eseguire gli scavi per le fondamenta del nuovo campanile, progettato da Vincenzo Rinaldo; iniziata il 22 aprile 1894, la torre venne inaugurata il 13 ottobre 1907.
La chiesa fu adeguata alle norme postconciliari nel 1987 mediante l'aggiunta dell'ambone e dell'altare rivolto verso l'assemblea.

## Descrizione

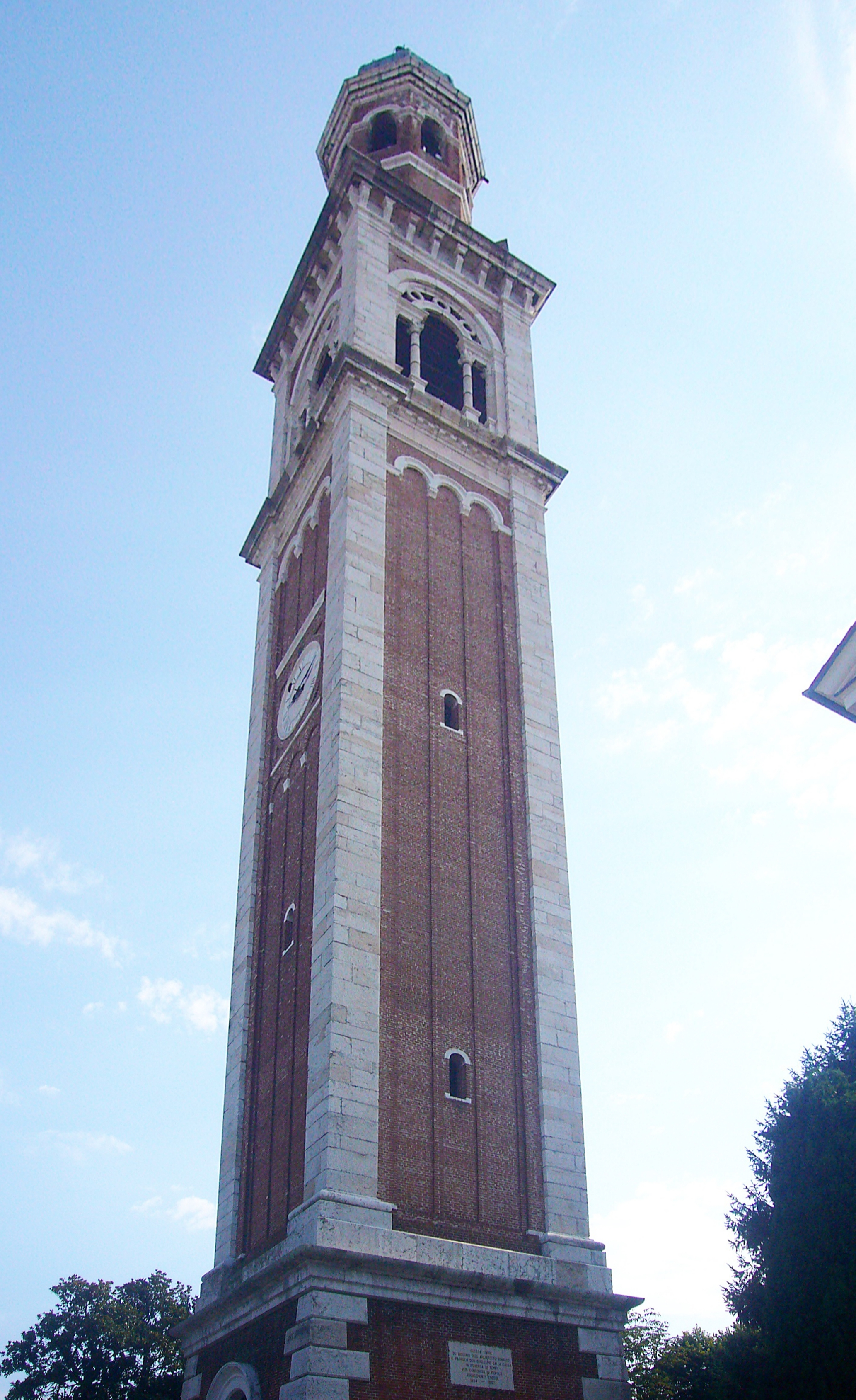
Il campanile

### Esterno
La facciata a capanna della chiesa, rivolta a ponente e scandita da quattro semicolonne d'ordine composito poggianti su alti basamenti e sorreggenti la trabeazione e il frontone dentellato sovrastato dai simulacri dei Santi Agata, Agnese e Martino, presenta centralmente il portale d'ingresso architravato e ai lati due nicchie ospitanti le statue che raffigurano i Santi Pietro e Paolo. 
Vicino alla parrocchiale si erge su un alto basamento a scarpa il campanile a pianta quadrata, alto 74,8 metri; la cella presenta su ogni lato una serliana ed è coronata dalla cupoletta poggiante sul tamburo a base ottagonale. Ospita un concerto di 7 campane in Do3 (Do3, Re3, Mi3, Fa3, Sol3, La3, Si3) elettrificate alla veronese, le 5 maggiori fuse da Cavadini di Verona nel 1907 (3^ nel 1928) e 2 piccole aggiunte nel 2007 dalla ditta De Poli di Revine Lago (TV). La campana maggiore pesa 1406. Nel tamburo è presente un richiamo in Mi4 elettrificata a mezzoslancio. 
Dietro la chiesa sorge l'antica torre campanaria, che presenta all'altezza della cella delle bifore.

### Interno
L'interno dell'edificio, abbellito da colonne, si compone di un'unica navata, le cui pareti sono scandite da semicolonne sorreggenti la trabeazione modanata e aggettante sopra il quale si imposta la volta a botte lunettata; al termine dell'aula si sviluppa il presbiterio, rialzato di alcuni gradini e chiuso dall'abside semicircolare, caratterizzata dalla presenza del deambulatorio.
Qui sono conservate diverse opere di pregio, tra le quali i due dipinti raffiguranti rispettivamente la Discesa dello Spirito Santo e la Madonna del Rosario con Gesù bambino assieme a tre santi, il tabernacolo, risalente al 1879, la statua con soggetto la Madonna col Bambino, scolpita da Orazio Marinali, un Crocifisso cinquecentesco, i medaglioni dei Misteri del Rosario e la Via Crucis, realizzata nel 1860.